# Иванеш (Њамц)
Иванеш (рум. Ivaneș) насеље је у Румунији у округу Њамц у општини Биказ Кеј. Oпштина се налази на надморској висини од 659 m.

## Становништво
Према подацима из 2002. године у насељу је живело 867 становника.

### Попис2002.
| Расподела становништва по националности 2002.‍ | Расподела становништва по националности 2002.‍ | Расподела становништва по националности 2002.‍ | Расподела становништва по националности 2002.‍ | Расподела становништва по националности 2002.‍ |
| --------------------------------------------- | --------------------------------------------- | --------------------------------------------- | --------------------------------------------- | --------------------------------------------- |
|                                               |                                               |                                               |                                               |                                               |
| Румуни                                        | Румуни                                        |                                               | 796                                           | 91,9%                                         |
| Роми                                          | Роми                                          |                                               | 70                                            | 8,1%                                          |